# Lucius Poblicola Priscus
Lucius Poblicola Priscus war ein im 2. Jahrhundert n. Chr. lebender römischer Politiker.
Durch Militärdiplome, die z. T. auf den 7. April 145 datiert sind, ist belegt, dass Priscus 145 zusammen mit Lucius Lamia Silvanus Suffektkonsul war; die beiden übten ihr Amt vermutlich vom 13. Januar bis Ende April aus. Priscus ist vermutlich ein Vorfahre von Lucius Valerius Poblicola Helvidius Priscus.